# Péter Erdő

Péter Erdő (n. 25 iunie 1952, Budapesta) este din 2002 arhiepiscop al Arhiepiscopiei de Esztergom-Budapesta și primat al Ungariei. În anul 2003 a fost ridicat la treapta de cardinal, iar între anii 2006-2016 a deținut președinția Consiliului Conferințelor Episcopale din Europa. Pentru conclavul din 2013 a fost considerat papabil.

## Biografie
Péter Erdő s-a născut în data de 25 iunie 1952 la Budapesta ca primul din cei șase copii ai unei familii de intelectuali. Tatăl său a fost dr. Sándor Erdő și mama Mária Kiss, bunicii săi au fost secui din Transilvania, stabiliți în Ungaria după Primul Război Mondial. Originea secuiască este motivul pentru care, la ridicarea sa la rangul de cardinal al Bisericii Romano-Catolice, a adoptat în stema sa de cardinal simbolurile heraldice ale Ținutului Secuiesc: soarele și luna în câmp albastru.
În anul 2020, aflat la București, a declarat că bunicul său s-a născut acolo, unde avusese o casă.
A urmat cursurile școlii elementare și liceale la Colegiul Piarist din Budapesta pe care l-a absolvit în 1970. În același an a fost admis în rândul seminariștilor de la Seminarul Arhiepiscopal din Esztergom și a devenit student, tot acolo, al Institutului Teologic. După un an petrecut în Esztergom, a fost transferat la Seminarul Central din Budapesta, unde și-a continuat studiile. Apoi a fost trimis la Academia de Teologie Romano-Catolică din Roma. A obținut licența în teologie în anul 1975 la Roma, iar peste un an, tot în cadrul Academiei de la Roma, a obținut titlul de doctor în teologie.
Între anii 1977 și 1980 a studiat la Roma, ca bursier al Institutului Pontifical Ungar, dreptul canonic în cadrul Universității Pontificale din Lateran, la absolvirea căruia obține titlul de doctor în științele dreptului canonic. În anul 1983 este habilitat ca doctor în filosofie la Academia Teologică Romano-Catolică din Budapesta.
În anii 1995 și 1996 a fost cercetător bursier în Berkeley, la Universitatea din California.
Între anii 1998 și 2003 a îndeplinit funcția de rector al Universității Catolice "Péter Pázmány".
La 10 octombrie 2003 și-a susținut teza de recepție la Academia Maghiară de Științe. La a CLXXVII-a adunare generală a Academiei Maghiare de Științe, din data de 7 mai 2007, a fost ales membru corespondent al acestei instituții.

## În România

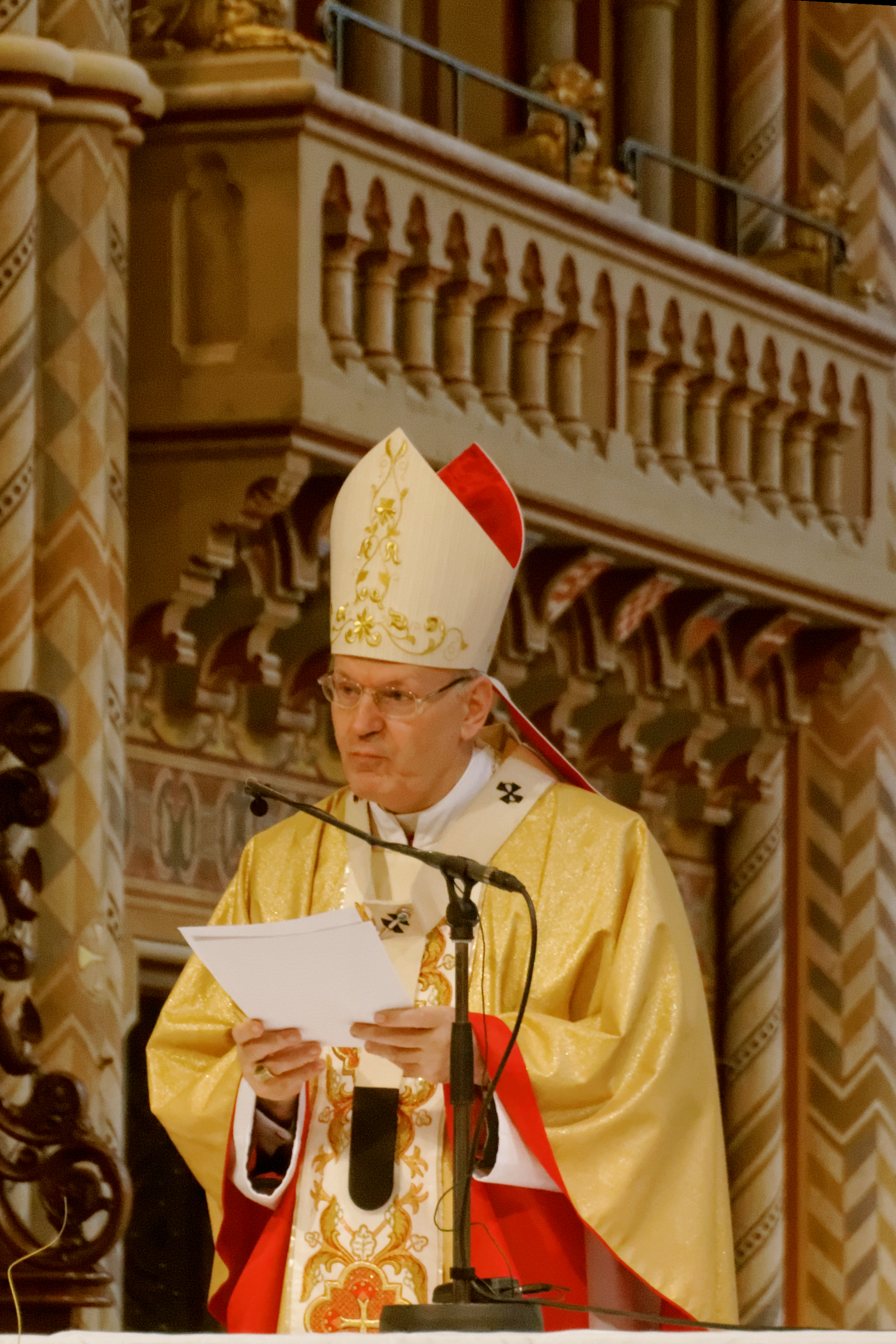
Cardinalul Erdő (2013)

În data de 5 octombrie 2001, pe când era încă rector al Universității "Peter Pázmány" din Budapesta, i-a fost conferit titlul de doctor honoris causa al Universității "Babeș-Bolyai" din Cluj, la propunerea Facultății de Drept.
În data de 8 aprilie 2008 i-a fost conferit titlul de doctor honoris causa al Universității „Ovidius” din Constanța.
În data de 3 iulie 2011 a oficiat în Catedrala din Satu Mare slujba de beatificare a episcopului martir Ioan Scheffler, în prezența a 15.000 de credincioși.
În data de 1 iunie 2019 a participat la liturghia celebrată de papa Francisc la Șumuleu Ciuc.

## Lucrări publicate
Péter Erdő a publicat peste 250 de studii și 20 de volume cu caracter științific. Cele mai importante dintre acestea sunt:
- hu  Az ókeresztény kor egyházfegyelme ("Disciplina ecleziastică a creștinismului timpuriu"), Budapesta, 1983.
- hu  Az Egyházi Törvénykönyv magyar fordítása és magyarázata ("Traducerea adnotată în limba maghiară a Codului Canonic"), Budapesta, 1985, 2001.
- it  L'ufficio del primate nella canonistica da Graziano ad Uguccione da Pisa ("Oficiul primar de drept canonic de la Grațian la Ugucione da Pisa"), editor: Pontificia Università Lateranense, Roma, 1986.
- la  Introductio in historiam scientiae canonicae ("Introducere în istoria științei dreptului canonic"), Roma, 1990; ediție în limba spaniolă: Buenos Aires, 1993; ediție lărgită în limba italiană: Roma, 1999.
- hu  Egyházjog ("Drept bisericesc"), Budapesta, 1992.
- hu  Egyház és vallás a mai magyar jogban ("Biserica și religia în dreptul maghiar contemporan"), în coautorat cu Balázs Schanda, Budapesta, 1994.
- hu  Az egyházjog teológiája ("Teologia dreptului bisericesc"), Budapesta, 1995; ediție în limba italiană: Torino, 1996; ediție în limba germană: Münster, 1999; ediție în limba spaniolă: Budapesta, 2002.
- de  Bonn-Budapest. Kanonistische Erträge einer Zusammenarbeit ("Bonn-Budapesta. Contribuțiile unei colaborări în dreptul canonic"), redactor, Würzburg, 1997.
- hu  Az egyházjog forrásai. Történeti bevezetés ("Sursele dreptului canonic. Introducere istorică") Budapesta, 1998; ediție în limba germană: 2002.
- hu  Egyházjog a középkori Magyarországon ("Drept canonic în Ungaria medievală"), Budapesta, 2001.
- hu  Az élő egyház joga - összegyűjtött tanulmányok ("Dreptul bisericii vii - culegere de studii"), Budapesta, 2006.
- de  Geschichte der Wissenschaft vom kanonischen Recht. Eine Einführung ("Istoria științei dreptului canonic. O introducere"), Berlin, 2006.
- fr  Mission et culture ("Misiune și cultură"), Budapesta, 2007.
- it  Storia delle fonti del diritto canonico ("Istoria surselor dreptului canonic"), Veneția, 2008.